# Ohrlöffel-Stacheling
Der Ohrlöffel-Stacheling (Auriscalpium vulgare) ist ein Pilz aus der Familie der Ohrlöffelstachelingsverwandten (Auriscalpiaceae). Die kleinen, auf Koniferenzapfen wachsenden Fruchtkörper sind durch braunfilzige Hüte, ein stacheliges (hydnoides) Hymenophor und seitlich ansetzende Stiele gekennzeichnet.

## Merkmale

### Makroskopische Merkmale

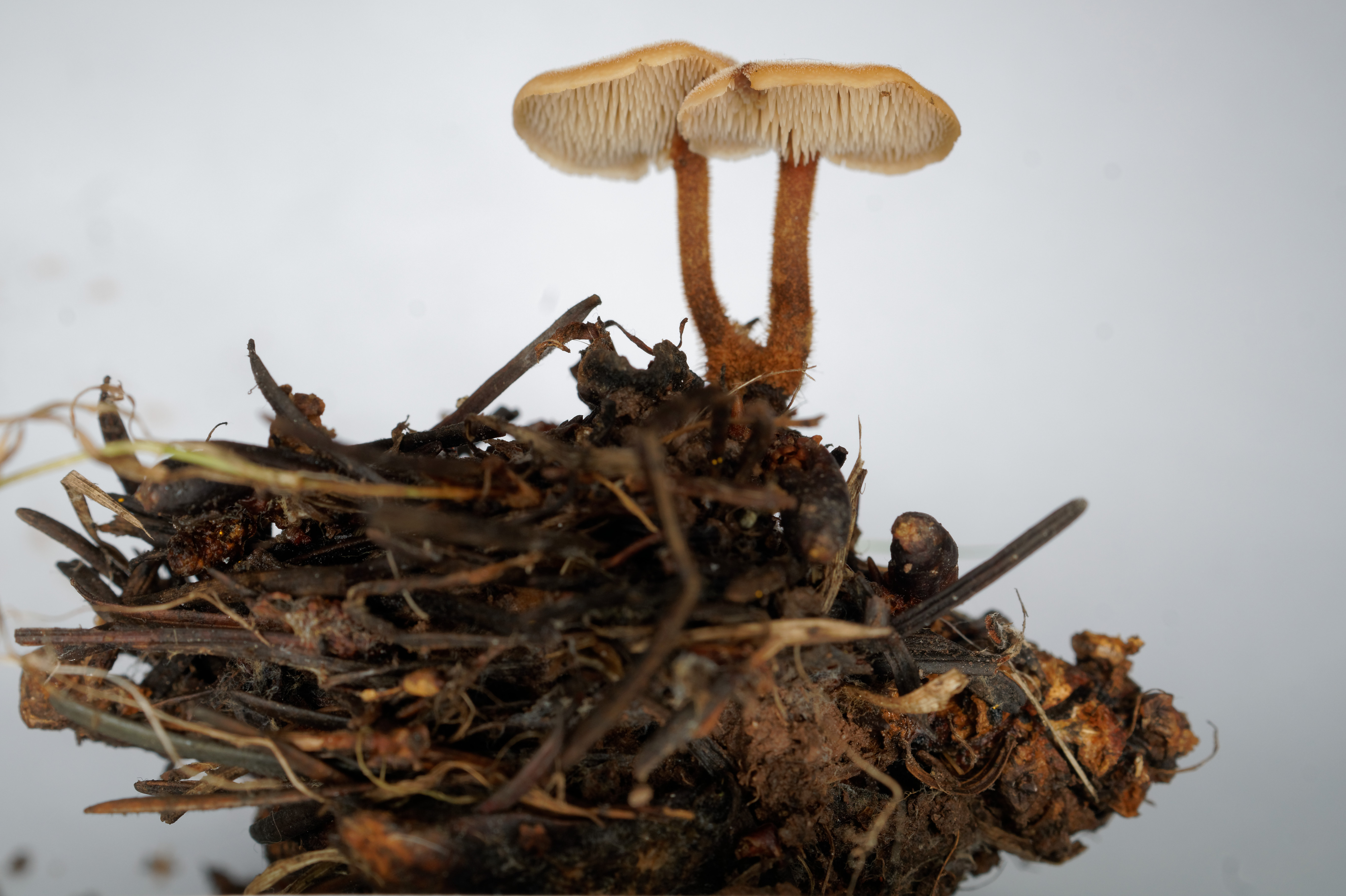
Ohrlöffel-Stachelinge auf einem Zapfen.

Die Fruchtkörper sind in Hut und einen seitlich ansitzenden Stiel gegliedert. Der nierenförmige bis rundliche Hut ist 5–20 mm breit und leicht gewölbt. Die Oberseite ist bei jungen Fruchtkörpern bräunlich, bei älteren dunkel- bis kastanienbraun gefärbt. Die Oberfläche ist striegelig-filzig und trocken. Der Hut weist am Stielansatz eine charakteristische Einkerbung auf.
Die Fruchtschicht auf der Unterseite des Hutes ist stachelförmig (hydnoid). Die pfriemartigen, 2–3 mm langen Stacheln sind blass bis schmutzig braun mit dunkler Spitze. Sie laufen kaum am Stiel herab. Das Sporenpulver des Ohrlöffel-Stachelings ist weiß. Der Stiel ist 20–60 (–100) mm lang und 1–2 mm dick. Die Oberfläche des vollen, zäh-elastischen Stiels ist dunkel- bis kastanienbraun und wie die des Hutes striegelig-filzig. Selten sind zwei oder drei Fruchtkörper an der Stielbasis miteinander verwachsen.
Das zähe Fleisch des Pilzes ist im Hut holzbraun und im Stiel schwarz gefärbt. Im Schnitt weist das nur 0,5 mm dicke Hutfleisch unter der filzigen Oberfläche eine dunkle Linie auf. Der Geruch des Pilzes ist unbedeutend, der Geschmack scharf.

### Mikroskopische Merkmale
Die eiförmig-kugeligen, hyalinen und amyloiden Sporen sind feinstachelig ornamentiert. Sie messen 4–5,5 × 3,5–4,5 µm.

## Artabgrenzung
Der Ohrlöffel-Stacheling ist kaum mit anderen Pilzarten zu verwechseln. Er ist die einzige in Europa vorkommende Art und zugleich die Typusart seiner Gattung.

## Ökologie und Phänologie
Die Art wächst saprobiontisch auf am Boden liegenden oder vergrabenen Kiefernzapfen; selten besiedelt sie auch Fichtenzapfen. Der Pilz kommt nahezu ganzjährig vor und ist weit verbreitet.

## Verbreitung

Europäische Länder mit Fundnachweisen des Ohrlöffel-Stachelings.
Legende:
grün = Länder mit Fundmeldungen
cremeweiß = Länder ohne Nachweise
hellgrau = keine Daten
dunkelgrau = außereuropäische Länder.

Der Ohrlöffel-Stacheling kommt in Nordamerika (Kanada, Mexiko, USA), Asien (Kaukasus, Sibirien, Nordindien, Westpakistan, Japan, Südkorea und China) und Europa vor. Auch in Südamerika wurde er nachgewiesen. In der Holarktis ist er meridional bis boreal verbreitet. In Südeuropa (Südfrankreich und den Balkanländern) ist der Pilz selten und die Verbreitung meist auf die Gebirge beschränkt. In Nordwest- (Großbritannien und Ireland), West- (Beneluxstaaten) und in ganz Mitteleuropa bis Ungarn ist der Ohrlöffel-Stacheling weit verbreitet. In Nordeuropa ist er im südlichen Fennoskandinavien und Nordwest-Russland recht häufig. Nördlich des 60. Breitengrades wird er seltener, kann aber in Norwegen und Schweden bis zum 66. Breitengrad nachgewiesen werden. Laut Krieglsteiner kommt er in Finnland an der Westküste des Bottnischen Meerbusens bis zum 70. Breitengrad vor.

## Bedeutung
Der Ohrlöffel-Stacheling ist kein Speisepilz.